# Umbrina wintersteeni
Umbrina wintersteeni es una especie de pez de la familia Sciaenidae en el orden de los Perciformes.

## Morfología
Los machos pueden llegar alcanzar los 30 cm de longitud total.

## Hábitat
Es un pez de clima subtropical y bentopelágico.

## Distribución geográfica
Se encuentra en el Pacífico oriental central: sur de la Baja California (México) y el Golfo de California.